# جيم روذرفورد
جيم روذرفورد هو لاعب هوكي الجليد ومدير عام كندي، ولد في 17 فبراير 1949 في بيتون ‏ في كندا.

## وصلات خارجية
- جيم روذرفورد على موقع دوري الهوكي الوطني (الإنجليزية)
- جيم روذرفورد على موقع قاعة مشاهير الهوكي (لاعب أن.إتش.أل) (الإنجليزية)
- جيم روذرفورد على موقع EliteProspects.com (الإنجليزية)
- جيم روذرفورد على موقع Eurohockey.com (الإنجليزية)
- جيم روذرفورد على موقع HockeyDB.com (الإنجليزية)
- جيم روذرفورد على موقع Hockey-Reference.com (الإنجليزية)